# Eberhard Billick
Eberhard Billick OCarm (* 1499 in Köln; † 12. Januar 1557 in Köln) war Kontroverstheologe und designierter Weihbischof in Köln.

## Leben
Billick trat 1513 in den Orden der Karmeliten ein und studierte in Köln Philosophie und Theologie. Im Kölner Kloster wurde er 1525 Studienpräfekt, 1528 erster Lektor und 1536 Prior. Seit 1540 als Professor an der Universität Köln tätig, wählte man ihn 1542 in seinem Orden zum Provinzial der niederdeutschen Ordensprovinz und 1546/1547 zum Generalvikar der oberdeutschen Ordensprovinz.
Innerhalb seines Ordens um eine Reform bemüht, galt er zugleich als einer der Hauptführer des Widerstandes gegen den Kölner Erzbischof Hermann V. von Wied, welcher gemeinsam mit Martin Bucer im Erzbistum Köln die Reformation einführen wollte. So in den Kampf gegen die Reformation eingeflochten, nahm Billick an den Religionsgesprächen von Hagenau (1540), Worms (1540/1541), Regensburg 1541 und 1546 sowie in Augsburg (1547) teil. In den Jahren 1551 und 1552 auf dem Konzil von Trient tätig, kam Billick die Ehre einer Einleitungspredigt für das Jahr 1552 zu. Obwohl Billick auch von einer nötigen Reform innerhalb der Katholischen Kirche überzeugt war, mühte er sich unermüdlich für die Erhaltung des Katholischen Glaubens und wurde 1556 zum Weihbischof für das Erzbistum Köln ernannt. Doch konnte er das Amt nicht mehr antreten, da er noch vor seiner Bischofsweihe starb.
Billick war ein enger Verbündeter von Johannes Gropper im Kampf gegen die Reformation. Gemeinsam mit dem Kölner Erzbischof Adolf III. von Schaumburg und Johannes Gropper besuchte er als Provinzial seines Ordens 1551 das Konzil von Trient, wo er als Konzilstheologe fungierte. Auf dem Konzil referierte Billick am 16. Dezember 1551 über das Weihesakrament und hielt vor den Konzilsvätern die Neujahrspredigt.